# Kiến trúc Nhật Bản

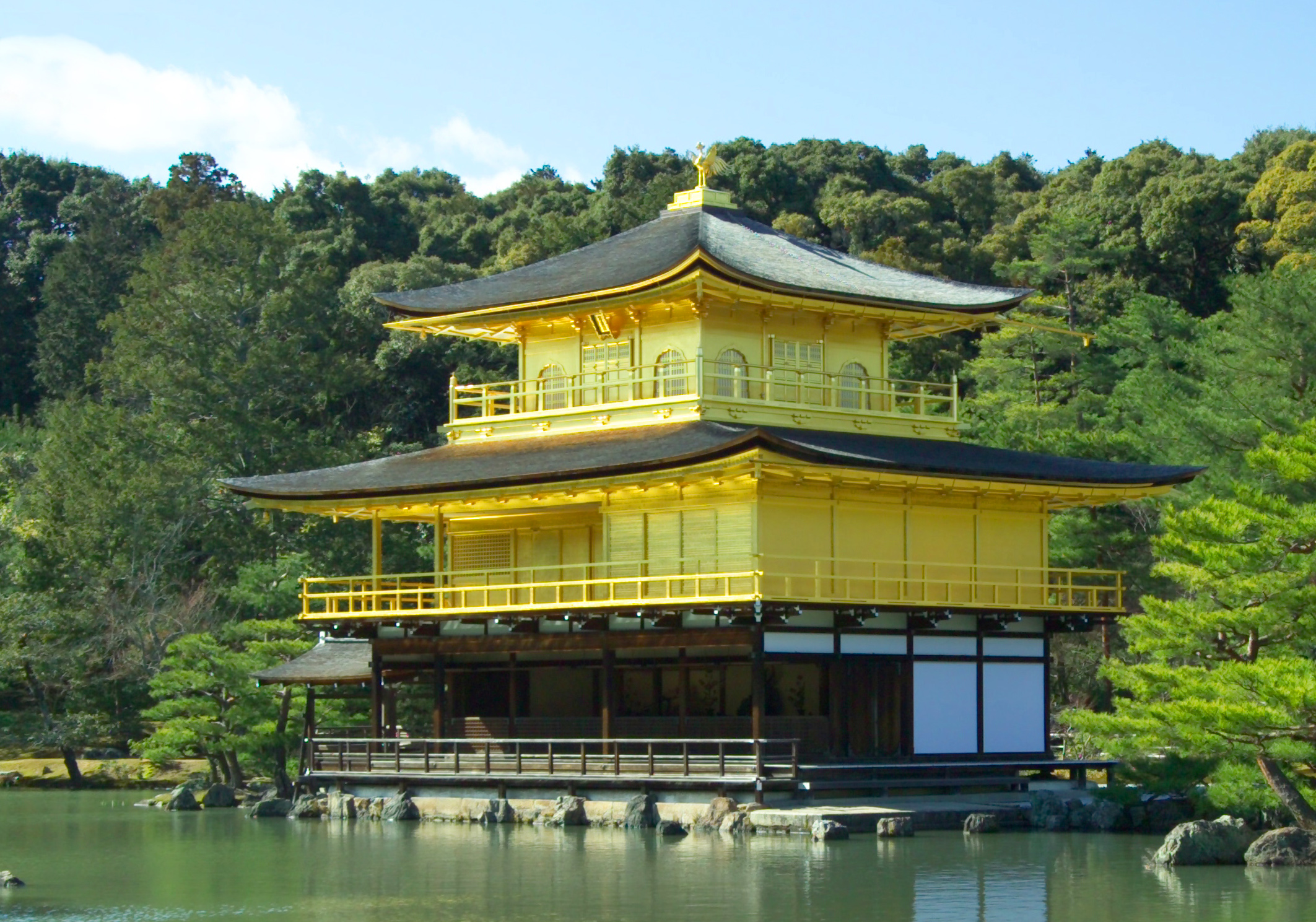
Kinkaku-ji, Kyoto, được xây từ năm 1397 (thời kỳ Muromachi)

Kiến trúc Nhật Bản (日本建築 Nihon kenchiku) là quy thức xây cất truyền thống của Nhật Bản với một số đặc điểm: nhà cửa chủ yếu làm bằng gỗ, sàn nâng cao khỏi mặt đất, mái dốc lợp ngói hoặc tranh. Thiết kế bên trong không xây tường vách mà ngăn buồng bằng cửa lùa (fusuma) nên có thể tùy biện điều chỉnh không gian lớn nhỏ. Sàn nhà bằng gỗ, lát chiếu, không kê bàn ghế gì cả mà quỳ hay ngồi bệt trên sàn. Khi cần thì trải nệm nằm ngủ hoặc dùng bàn thấp. Giường ghế thì mãi đến thế kỷ 20 mới phổ biến. Dù vậy từ thế kỷ 19, kiến trúc phương Tây đã du nhập Nhật Bản, tiếp theo là các kiểu hiện đại, và hậu hiện đại khiến Nhật Bản ngày nay có vai trò tiên tiến trong các ngành thiết kế, kiến trúc và công nghệ xây cất.

## Lịch sử
Kiến trúc đầu tiên thời tiền sử Nhật Bản chủ yếu là nhà cửa đơn giản của một xã hội sơ khai còn trong thời kỳ săn bắt và hái lượm. Ảnh hưởng văn hóa Trung Hoa qua ngả Triều Tiên khai sinh các công trình phức tạp hơn như kho lẫm chứa lương thực cùng những lăng mộ kiểu cách.
Khi Phật giáo du nhập và phát triển mạnh từ thế kỷ 6 trở đi thì chùa chiền tu viện lớn nhỏ xuất hiện với kỹ thuật xây cất phức tạp hơn. Các triều vua Nhật Bản thay vì thiên đô mỗi khi vua mới lên ngôi thì cũng noi theo các triều đại Nhà Đường và Tùy bên Trung Hoa cho định đô và xây dựng cung điện đền đài quy mô. Kinh đô đầu tiên đó là Nara, lấy mẫu từ kinh thành Trường An, định hướng đông, tây, nam, bắc với đường ngang phố dọc thẳng góc. Phép xây cất định chế dần, dựa theo quy tắc thước đo đạc khiến diện tích nhà cửa được tính bằng số "chiếu". Văn hóa trà đạo cũng giúp uốn nắn mỹ quan Nhật Bản khiến họ chuộng nét mộc mạc, gọn ghẽ, khác lối rườm rà, chi ly của Trung Hoa. Lớp quý tộc thì thích nét tinh vi, trau chuốt nhưng vẫn giữ vẻ thanh tú.
Sang thời kỳ Minh Trị Duy tân bắt đầu vào năm 1868 thì xã hội Nhật Bản hóa thân toàn diện dưới cao trào cách tân. Ngành kiến trúc cũng thay đổi sâu sắc. Về mặt quốc nội thì vua Nhật xuống chiếu bắt chùa miếu toàn quốc phải phân rõ là thờ thần hay thờ Phật, tức Shinbutsu bunri (Thần Phật phân ly). Chủ ý của sắc chỉ là củng cố địa vị của vua Nhật là vị giáo tể của Thần đạo, đưa Phật giáo ra khỏi hệ thống đền miếu có sắc chỉ của triều đình. Về mặt kiến trúc thì đây là ngã rẽ lớn giữa hai tôn giáo đã kết hợp hơn một nghìn năm qua khiến đền thờ thần và chùa thờ Phật bắt đầu có hai phong cách riêng.
Về mặt quốc ngoại thì phong cách Tây phương ồ ạt tràn vào Nhật Bản. Triều đình Nhật cấp tốc mướn kỹ sư ngoại quốc để xây dựng công ốc, dinh thự họa theo lối kiến trúc Âu châu. Nhưng không lâu sau đó một lớp kiến trúc sư người Nhật cũng góp sức, mô phỏng theo. Kiến trúc hiện đại và quốc tế cũng theo chân vào Nhật Bản dù hơi chậm. Mãi đến sau Chiến tranh thế giới thứ hai, ngành kiến trúc Nhật Bản mới khẳng định tạo ra nét riêng biệt trên thao trường quốc tế như những công trình của Tange Kenzo.

## Sách tham khảo
- Bognar, Botond (1995). The Japan Guide. Princeton Architectural Press. ISBN 1-878271-33-4.
- Bussagli, Mario (1989). History of World Architecture – Oriental Architecture/2. Faber and Faber. ISBN 0-571-15378-X.
- Bowring, R. and Kornicki, P. (1993), The Cambridge Encyclopedia of Japan, pp. 201–208, Cambridge University Press, ISBN 0-521-40352-9.
- Coaldrake, William H. (1996) Architecture and Authority in Japan (Nissan Institute/Routledge Japanese Studies Series), Routledge, ISBN 978-0-415-10601-6
- Daniell, Thomas (2008) After the Crash: Architecture in Post-Bubble Japan, Princeton Architectural Press, ISBN 978-1-56898-776-7
- Diefendorf, Jeffry M; Hein, Carola; Yorifusa, Ishida biên tập (2003). Rebuilding Urban Japan After 1945. Hampshire, United Kingdom: Palgrave MacMillan. ISBN 0-333-65962-7.
- Fiévé, Nicolas (1996).L'architecture et la ville du Japon ancien. Espace architectural de la ville de Kyôto et des résidences shôgunales aux XIVe et XVe siècles, Bibliothèque de l'Institut des Hautes Études Japonaises, Collège de France, Paris, Maisonneuve & Larose, 358 pages + 102 illustrations. ISBN 2-7068-1131-5.
- Fiévé, Nicolas (dir.) (2008).Atlas historique de Kyôto. Analyse spatiale des systèmes de mémoire d'une ville, de son architecture et de ses paysages urbains. Foreword Kôichirô Matsuura, Preface Jacques Gernet, Paris, Éditions de l'UNESCO / Éditions de l'Amateur, 528 pages, 207 maps et 210 ill. ISBN 978-2-85917-486-6.
- Fiévé, Nicolas and Waley, Paul. (2003). Japanese Capitals in Historical Perspective: Place, Power and Memory in Kyoto, Edo and Tokyo. London: Routledge. 417 pages + 75 ill. ISBN 978-0-7007-1409-4
- Frampton, Kenneth (1990). Modern Architecture a Critical History. Thames and Hudson.
- Gotō, Osamu (2003). Nihon Kenchikushi. Kyoritsu Shuppan.
- Gregory, Rob, August 2007, "Reading Matter", Architectural Review
- Gregory, Rob, August 2007, "Rock Solid", Architectural Review
- Itoh, Teiji (1973). Kura – Design and Tradition of the Japanese Storehouse. Kodansha International. ISBN 0-914842-53-6.
- Mitchelhill, Jennifer (2013). Castles of the Samurai:Power & Beauty. USA: Kodansha. ISBN 978-1568365121.
- Nishi, Kazuo; Hozumi, Kazuo (1996) [1983]. What is Japanese architecture? . Kodansha International. ISBN 4-7700-1992-0. Truy cập ngày 11 tháng 11 năm 2009.Quản lý CS1: ref trùng mặc định (liên kết)
- Payne, James, March 2010, "Lausanne", Architecture Today
- Reynolds, Jonathan M. (2001). Maekawa Kunio and the Emergence of Japanese Modernist Architecture. University of California Press. ISBN 0-520-21495-1.
- Sickman & Soper, Laurence & Alexander (1956). The Art and Architecture of China. Penguin Books.
- Slessor, Catherine, October 2001, "Comment", Architectural Review
- Slessor, Catherine, October 2001, "Common Ground", Architectural Review
- Stewart, David B (2002). The Making of a Modern Japanese Architecture, From the Founders to Shinohara and Isozaki. Kodansha International.
- Sumner, Yuki; Pollock, Naomi (2010). New Architecture in Japan. London: Merrell. ISBN 978-1-85894-450-0.
- Takasaki, Masaharu (1998). An Architecture of Cosmology. Princeton Architectural Press.
- Tanigawa, Masami (2008). Yamamura House – Yodoko Guest House. Banana Books.
- Thompson, Jessica Cargill (2000). 40 architects under 40. Taschen. ISBN 3-8228-6212-6.
- Legault, Réjean; Goldhagen, Sarah biên tập (2000). Anxious Modernisms. Cambridge, Massachusetts: The MIT Press. ISBN 0-262-07208-4.
- Webb, Michael, October 2001, "Layered Media", Architectural Review
- Webb, Michael, May 2006, "Container Art", Architectural Review
- Spring 2005, "Do_co,mo.mo Japan: the 100 selection", The Japan Architect, No. 57
- Fletcher, Banister; Cruickshank, Dan, Sir Banister Fletcher's a History of Architecture, Architectural Press, 20th edition, 1996 (first published 1896). ISBN 0-7506-2267-9. Cf. Part Four, Chapter 25
- Koji Yagi (text), Ryo Hata (photos): A Japanese Touch For Your Home. Kodansha International, Tokyo, New York, London 1999 (Pbck.), ISBN 4-7700-1662-X